# Ultima giovinezza
Ultima giovinezza è un film del 1939 diretto da Jeff Musso.

## Trama
Di ritorno nella madre patria dopo molti anni di assenza, un anziano colonizzatore francese incontra casualmente una donna, vittima di un forte stato di depressione a causa dell'ex amante, e, colto da una tenerezza quasi paterna, decide di accoglierla a casa sua. Nell'uomo questo sentimento si trasforma, pian piano,  in passione amorosa. Anche la donna sembra provare qualcosa per il suo benefattore, ma questi si rende presto conto che si tratta solo di riconoscenza. Rimane però accecato dalla gelosia quando la ragazza si innamora di un uomo più giovane di lui, arrivando persino a progettare di uccidere il rivale. Ma, durante un alterco con la sua giovane ospite, l'uomo capisce quanto ella sia volgare e insensibile e, in preda all'ira, strangola la ragazza. Successivamente, in preda all'angoscia e al pentimento, vaga per la città, arriva al porto e si getta in mare, suicidandosi.

## Produzione
Il film, una coproduzione italo-francese, è girato negli studi Scalera di Roma in doppia versione. Nella versione italiana la direzione artistica è curata da Marcello Albani. La versione francese, con il titolo Dernière Jeunesse, è diretta dallo stesso regista con il medesimo cast ad eccezione di alcuni ruoli secondari impersonati da attori francesi in luogo di quelli italiani. In questa versione, inoltre, il protagonista è chiamato Georges, mentre in quella italiana si chiama Cesare. Il ruolo è interpretato da Raimu, al secolo Jules Auguste César Muraire (1883-1946), uno degli attori più importanti del cinema francese degli anni trenta e nella prima metà degli anni quaranta.

Per Dernière Jeunesse, presentato alla 7ª Mostra internazionale d'arte cinematografica di Venezia, Ubaldo Arata riceve il Premio per la miglior fotografia.

## Critica
Alberto Albani Barbieri su La Tribuna del 13 agosto 1939: «[...] Il film è soprattutto un lungo pezzo di bravura per Raimu, il grande eclettico attore marsigliese che dà, con essa, forse la più felice ed impegnativa delle sue incarnazioni drammatiche. [...] Jacqueline Delubac è stata pari al suo compito [...] con discrezione, con intelligenza, con garbo [...]».